# Darja Radić
Darja Radić, slovenska ekonomistka in političarka, * 7. december 1965, Jesenice.
Od 16. julija 2010 do odstopa julija 2011 je bila ministrica za gospodarstvo Republike Slovenije; predhodno pa je bila državna sekretarka na istem ministrstvu.
11. septembra 2010 je bila izvoljena za podpredsednico Zaresa.
Na državnozborskih volitvah leta 2011 je kandidirala na listi Zaresa.